# Weltklasse Zürich 2010
Il Weltklasse Zürich 2010 è stato la 82ª edizione dell'omonimo meeting, annuale competizione di atletica leggera, ed ha avuto luogo al Stadio Letzigrund di Zurigo, in Svizzera. Le competizioni hanno avuto inizio alle ore 17:00 del 18 agosto 2010 con le gare maschile e femminile di getto del peso, e sono proseguite il 19 agosto dalle ore 18:30 alle 21:50 UTC+2. Il meeting è stato anche la penultima tappa del circuito ufficiale IAAF Diamond League 2010, nonché la prima delle due tappe "finali" del circuito stesso.
Degna di nota la prova dei 400 metri piani eseguita dallo statunitense Jeremy Wariner che con il crono di 44.13 ha stabilito la miglior prestazione al mondo della stagione 2010 in questa gara. Altrettanto spettacolare è stata la staffetta 4×100 metri che ha visto la squadra statunitense stabilire la 5° miglior prestazione di sempre a soli 0.35 secondi dal record mondiale detenuto dalla squadra giamaicana.

## Programma
Durante il meeting si sono svolte 19 specialità, 10 maschili e 9 femminili: di queste, 8 maschili e 8 femminili hanno avuto validità per la classifica della Diamond League.

### Giorno 1
| # | Orario | Specialità     |
| - | ------ | -------------- |
| 1 | 18:45  | Getto del peso |

| # | Orario | Specialità     |
| - | ------ | -------------- |
| 1 | 17:00  | Getto del peso |

### Giorno 2
| # | Orario | Specialità        |
| - | ------ | ----------------- |
| 1 | 18:30  | Lancio del disco  |
| 2 | 19:40  | Salto in alto     |
| 3 | 20:15  | 3000 m siepi      |
| 4 | 20:35  | 400 m             |
| 5 | 20:40  | Salto in lungo    |
| 6 | 20:55  | 200 m             |
| 7 | 21:20  | 110 m hs          |
| 8 | 21:30  | 5000 m            |
| 9 | 21:50  | Staffetta 4x100 m |

| # | Orario | Specialità             |
| - | ------ | ---------------------- |
| 1 | 19:00  | Salto con l'asta       |
| 2 | 19:05  | Salto in lungo         |
| 3 | 20:05  | 400 m hs               |
| 4 | 20:25  | Lancio del giavellotto |
| 5 | 20:30  | 100 m                  |
| 6 | 20:45  | 100 m hs               |
| 7 | 21:05  | 400 m                  |
| 8 | 21:10  | 1500 m                 |

     Specialità valide per la Diamond League

## Risultati
Di seguito i primi tre classificati di ogni specialità.

### Uomini
| Specialità        |                    | Prestazione | 2º classificato     | Prestazione | 3º classificato    | Prestazione |
| 200 m             | Wallace Spearmon   | 19.79       | Yohan Blake         | 19.86       | Ryan Bailey        | 20.10       |
| 400 m             | Jeremy Wariner     | 44.13       | Jermaine Gonzales   | 44.51       | Angelo Taylor      | 44.72       |
| 5000 m            | Kenenisa Bekele    | 12'55.03    | Imane Merga         | 12'56.34    | Chris Solinski     | 12'56.45    |
| 110 m hs          | David Oliver       | 12.93       | Dwight Thomas       | 13.25       | Ryan Wilson        | 13.26       |
| 3000 m siepi      | Ezekiel Kemboi     | 8'01.74     | Paul Kipsiele Koech | 8'05.48     | Bouabdellah Tahri  | 8'07.20     |
| Salto in lungo    | Dwight Phillips    | 8.20 m      | Christian Reif      | 8.11 m      | Chris Tomlinson    | 7.97 m      |
| Salto in alto     | Ivan Ukhov         | 2.29 m      | Jesse Williams      | 2.26 m      | Aleksandr Shustov  | 2.26 m      |
| Getto del peso    | Christian Cantwell | 21.87 m     | Adam Nelson         | 21.29 m     | Tomasz Majewski    | 21.28 m     |
| Lancio del disco  | Robert Harting     | 68.64 m     | Piotr Małachowski   | 68.48 m     | Mario Pestano      | 66.49 m     |
| Staffetta 4x100 m | Stati Uniti        | 37.45       | Giamaica            | 37.76       | Gran Bretagna & NI | 38.41       |

     Atleti al primo posto nella classifica di specialità.
     Prestazione che stabilisce il nuovo record del meeting.

### Donne
| Specialità             |                     | Prestazione | 2ª classificata    | Prestazione | 3ª classificata   | Prestazione |
| 100 m                  | Veronica Campbell   | 10.89       | Carmelita Jeter    | 10.89       | Marshevet Myers   | 10.97       |
| 400 m                  | Allyson Felix       | 50.37       | Debbie Dunn        | 50.57       | Amantle Montsho   | 50.63       |
| 1500 m                 | Nancy Jebet Langat  | 4'01.01     | Gelete Burka       | 4'02.26     | Stephanie Twell   | 4'02.54     |
| 100 m hs               | Priscilla Lopes     | 12.53       | Carolin Nytra      | 12.69       | Lolo Jones        | 12.81       |
| 400 m hs               | Kaliese Spencer     | 53.72       | Zuzana Hejnová     | 54.54       | Ajoke Odumosu     | 55.11       |
| Salto in lungo         | Brittney Reese      | 6.89 m      | Ljudmila Kolčanova | 6.73 m      | Irene Pusterla    | 6.70 m      |
| Salto con l'asta       | Fabiana Murer       | 4.81 m      | Svetlana Feofanova | 4.71 m      | Silke Spiegelburg | 4.61 m      |
| Getto del peso         | Nadezhda Ostapchuk  | 20.63 m     | Valerie Adams      | 20.02 m     | Jillian Camarena  | 19.50 m     |
| Lancio del giavellotto | Christina Obergföll | 67.31 m     | Barbora Špotáková  | 65.34 m     | Linda Stahl       | 63.30 m     |

     Atlete al primo posto nella classifica di specialità.
     Prestazione che stabilisce il nuovo record del meeting.